# Wzrost kwasowy
Wzrost kwasowy – koncepcja wyjaśniająca mechanizm stymulacji wzrostu objętościowego komórek roślinnych przez auksyny w wyniku zakwaszenia środowiska ściany komórkowej.
Zgodnie z koncepcją w błonie komórkowej znajduje się receptor rozpoznający auksyny. Receptor ten może być pompą protonową lub po połączeniu z auksyną aktywuje pompę protonową. Niezależnie od tego, czy pompa protonowa jest tożsama z receptorem, czy też aktywowana przez niego, po aktywacji rozpoczyna przenoszenie jonów H+ z cytoplazmy do ściany komórkowej, a jony K+ do wnętrza komórki. Mechanizm taki nazywany jest antyportem. Poznane białka plazmalemmy łączące się z auksyna nie wykazują właściwości pompy protonowej. Białko receptorowe o takich właściwościach znaleziono w retikulum endoplazmatycznym (RE). Pompa ta przemieszcza jony H+ do światła RE. Powstające pęcherzyki transportują zmagazynowane protony na zewnątrz komórki. Obniżenie pH apoplastu do poziomu 3,5-4,5 prowadzi do aktywacji  białek, obecnych w ścianie komórkowej, które mają zdolność rozluźnienia jej struktury. Rozluźnienie to następuje w wyniku rozrywania wiązań celulozowych między łańcuchami celulozy i hemicelulozy. Znanymi białkami o takiej funkcji są ekspansyny. W ścianie komórkowej obecne są również enzymy o nazwie hemicelulazy, które katalizują reakcję hydrolizy hemicelulozy. Rozluźnienie struktury ściany komórkowej pozwala na jej rozciągnięcie przez ciśnienie turgorowe komórki.
Doświadczenia potwierdzają, że wzrost komórek roślinnych następuje po umieszczeniu tkanek w roztworze o pH około 4,5. Z kolei umieszczenie tkanek w buforze hamuje wzrost objętościowy komórek nawet jeśli poda się auksynę. Zahamowanie wzrostu obserwuje się także po pozbawieniu środowiska jonów K+, uniemożliwienie antyportu. Nie obserwuje się ilościowej zależności między zakwaszeniem apoplastu a szybkością wzrostu. Nie stwierdzono, aby mechanizm wzrostu kwasowego miał związek ze stymulacją wzrostu przez inne hormony niż auksyny.